# Distretto di Gönen (Balıkesir)
Il distretto di Gönen (in turco: Gönen ilçesi) è un distretto della Turchia nella Provincia di Balıkesir con 73.325 abitanti (dato 2012) dei quali 45.282 urbani e 28.043 rurali 
Il capoluogo è la città di Gönen.

## Geografia antropica

### Suddivisioni amministrative
Il distretto è suddiviso in 2 comuni (Belediye) e 89 villaggi (Köy)